# Ото Вагнер
Ото Коломан Вагнер (Пенцинг, 13. јул 1841 — Беч, 11. април 1918) је био аустријски архитекта. Називали су га „оцем савремене бечке архитектуре“ и „учитељем читаве генерације“. Главни је представник бечке сецесије. Био је професор уметничке академије у Бечу.

## Биографија
Студирао је архитектуру на Институту политехнике у Бечу, Академију ликовних уметности у Бечу и Академију грађевинарства у Берлину. У Вагнеровим првим делима преовлађују елементи новоренесансе и уметности историцизма. После почиње да развија мисли Готфрид Земпера о рационализму у архитектури ("шта није функционално не може бити лепо"). Године 1895. издаје теоријско дело "Moderne Architektur"("Модерна архитектура") у којем захтева примењени стил који је заснован на функционалности, пригодном избору материјала и конструкцији. 1911. године издаје дело "Die Groszstadst" које се фокусира на урбано планирање. Биће веома утицајан и значајан, неки његови ученици су га сматрали „оцем модерне архитектуре“ као на пример Павел Јанак и Рудолф Шиндлер. Међу његовим ученицима су Јозеф Хофман, Јоже Плечник, Ото Шентал, Емил Хопе, Макс Фабијани и други.

## Значајнија дела
- Његови први познатији радови су: Берза у Амстердаму, 1884. године и Руска амбасада у Бечу, 1886. године.
- Синагога у Будимпешти
- Вила Вагнер I
- Кућа мајолика и Кућа медаљона, Беч (1899)
- Црква у Штајнхофу (1903–1907)
- Бечка подземна жељежница, станица Карлсплац
- Поштанска штедионица у Бечу (1904–1912)
- Вила Вагнер II

## Од 1860 до 1890
- Синагога у Будимпешти, 1872
- Грабенхоф, 1874
- Schottenring 23, 1877
- Hohenstauffengasse 3, 1883
- Stadiongasse 6-8, 1883
- Вила Вагнер I, 1888
- Hosenträgerhaus, 1888

## Од 1890 tдо 1918
- Rennweg 3 (Палата Хојос), 1891
- Rennweg 5, 1891
- Nussdorfer Wehr- und Schleusenanlage, 1894
- Станица, 1894
- Ankerhaus, 1895
- Свети Јован, 1895
- Stadtbahnstation, 1898
- Хоф павиљон, 1898
- Кућа медаљона, 1898
- Кућа мајолика, 1898
- Köstlergasse 3, 1899
- Станица на Карловом тргу, 1899
- Аустријска поштанска штедионица, 1906
- Црква у Штајнхофу, 1907
- Schützenhaus, 1908
- Neustiftgasse 40, 1912
- Döblergasse 4, 1912
- Вила Вагнер II, 1913
- Лупус павиљон, 1913